# Listă de filme americane din 1909
Aceasta este o listă de filme americane din 1909:
| Titlu                                                                    | Regizor                                 | Actori                            | Gen                | Note                          |
| ------------------------------------------------------------------------ | --------------------------------------- | --------------------------------- | ------------------ | ----------------------------- |
| A B C's of the U.S.A.                                                    |                                         |                                   |                    |                               |
| Adventures of a Drummer Boy                                              |                                         |                                   |                    |                               |
| And a Little Child Shall Lead Them                                       | D. W. Griffith                          | Marion Leonard, Arthur V. Johnson |                    |                               |
| At the Altar                                                             | D. W. Griffith                          | Marion Leonard                    | Dramă              |                               |
| Boots and Saddles                                                        |                                         |                                   | Western            | Filme omonime în 1916 și 1937 |
| The Brahma Diamond                                                       | D. W. Griffith                          | Harry Solter, Florence Lawrence   |                    |                               |
| A Brave Irish Lass                                                       |                                         |                                   |                    |                               |
| A Burglar's Mistake                                                      | D. W. Griffith                          | Harry Solter, Charles Inslee      |                    |                               |
| C.Q.D.; or, Saved by Wireless; a True Story of the Wreck of the Republic |                                         |                                   |                    |                               |
| The Castaways                                                            |                                         |                                   |                    |                               |
| Cohen at Coney Island                                                    |                                         |                                   |                    |                               |
| Cohen's Dream                                                            |                                         |                                   |                    |                               |
| A Colonial Romance                                                       |                                         |                                   |                    |                               |
| The Cord of Life                                                         | D. W. Griffith                          | Charles Inslee, Marion Leonard    |                    |                               |
| The Cracker's Bride                                                      |                                         |                                   |                    |                               |
| The Criminal Hypnotist                                                   | D. W. Griffith                          | Owen Moore, Marion Leonard        |                    |                               |
| Cure for Bashfulness                                                     |                                         |                                   |                    | -                             |
| The Curtain Pole                                                         | D. W. Griffith                          | Mack Sennett                      | Comedie            |                               |
| A Daughter of the Sun                                                    |                                         |                                   |                    |                               |
| The Deacon's Love Letters                                                |                                         |                                   |                    |                               |
| The Deception                                                            |                                         |                                   |                    |                               |
| A Drunkard's Reformation                                                 | D. W. Griffith                          | Arthur V. Johnson                 | Dramă              |                               |
| Edgar Allan Poe                                                          | D. W. Griffith                          | Barry O'Moore, Linda Arvidson     |                    |                               |
| The Energetic Street Cleaner                                             |                                         |                                   |                    |                               |
| The Fascinating Mrs. Francis                                             | D. W. Griffith                          |                                   |                    |                               |
| A Fool's Revenge                                                         | D.W. Griffith                           | Owen Moore                        |                    |                               |
| A Friend in the Enemy's Camp                                             |                                         |                                   |                    |                               |
| The Girls and Daddy                                                      | D. W. Griffith                          | Florence Lawrence                 |                    |                               |
| The Golden Louis                                                         | D. W. Griffith                          |                                   | Dramă              |                               |
| The Haunted Lounge                                                       |                                         |                                   |                    |                               |
| The Hindoo Dagger                                                        | D. W. Griffith                          | Harry Solter                      |                    |                               |
| His Ward's Love                                                          | D. W. Griffith                          | Arthur V. Johnson                 |                    |                               |
| His Wife's Mother                                                        | D. W. Griffith                          | John R. Cumpson                   |                    |                               |
| The Honor of the Slums                                                   |                                         |                                   |                    |                               |
| The Honor of Thieves                                                     | D. W. Griffith                          | Harry Solter                      |                    |                               |
| I Did It                                                                 |                                         |                                   |                    |                               |
| Jessie, the Stolen Child                                                 |                                         |                                   |                    |                               |
| Jones and His New Neighbors                                              |                                         |                                   |                    |                               |
| The Joneses Have Amateur Theatricals                                     | D. W. Griffith                          | John R. Cumpson                   |                    |                               |
| Kenilworth                                                               |                                         |                                   |                    |                               |
| King Lear                                                                | J. Stuart Blackton și William V. Ranous | William V. Ranous                 |                    |                               |
| The Life of Napoleon                                                     |                                         |                                   |                    |                               |
| Love Finds a Way                                                         | D. W. Griffith                          | Anita Hendrie                     |                    |                               |
| The Love of the Pasha's Son: A Turkish Romance                           |                                         |                                   |                    |                               |
| The Lure of the Gown                                                     | D. W. Griffith                          | Marion Leonard                    |                    |                               |
| The Mad Miner                                                            |                                         |                                   |                    |                               |
| The Maniac Cook                                                          |                                         |                                   |                    |                               |
| The Medicine Bottle                                                      |                                         |                                   |                    |                               |
| Midnight Disturbance                                                     |                                         |                                   |                    |                               |
| Mr. Jones Has a Card Party                                               |                                         |                                   |                    |                               |
| Mrs. Jones Entertains                                                    |                                         |                                   |                    |                               |
| Napoleon and the Empress Josephine                                       |                                         |                                   |                    |                               |
| The Old Soldier's Story                                                  |                                         |                                   |                    |                               |
| One Touch of Nature                                                      |                                         |                                   | Scurtmetraj, Dramă |                               |
| The Politician's Love Story                                              |                                         |                                   |                    |                               |
| The Poor Musician                                                        |                                         |                                   |                    |                               |
| The Prussian Spy                                                         |                                         |                                   |                    |                               |
| The Road Agents                                                          |                                         |                                   |                    |                               |
| The Road to the Heart                                                    |                                         |                                   |                    |                               |
| A Rural Elopement                                                        |                                         |                                   |                    |                               |
| The Sacrifice                                                            |                                         |                                   |                    |                               |
| The Salvation Army Lass                                                  |                                         |                                   |                    |                               |
| A Sister's Love: A Tale of the Franco-Prussian War                       |                                         |                                   |                    |                               |
| A Sister's Love                                                          |                                         |                                   |                    |                               |
| Tag Day                                                                  |                                         |                                   |                    |                               |
| A Tale of the West                                                       |                                         |                                   |                    |                               |
| The Tenderfoot                                                           |                                         |                                   |                    |                               |
| Those Awful Hats                                                         | D. W. Griffith                          | Mack Sennett                      | Comedie            |                               |
| Those Boys!                                                              |                                         |                                   |                    |                               |
| Tragic Love                                                              |                                         |                                   |                    |                               |
| Trying to Get Arrested                                                   |                                         |                                   |                    |                               |
| The Voice of the Violin                                                  |                                         |                                   |                    |                               |
| The Welcome Burglar                                                      |                                         |                                   |                    |                               |
| Where Is My Wandering Boy Tonight?                                       |                                         |                                   |                    |                               |
| The Wooden Leg                                                           |                                         |                                   |                    |                               |
| A Wreath in Time                                                         |                                         |                                   |                    |                               |